# Керпініш (Брашов)
Керпініш (рум. Cărpiniș) — село у повіті Брашов в Румунії. Входить до складу комуни Терлунджень.
Село розташоване на відстані 138 км на північ від Бухареста, 12 км на схід від Брашова.

## Населення
За даними перепису населення 2002 року у селі проживали 405 осіб, з них 396 осіб (97,8%) румунів. Рідною мовою 402 особи (99,3%) назвали румунську.